# An-Sophie Mestach
An-Sophie Mestach (Gand, 7 marzo 1994) è un'ex tennista belga.

## Biografia
Iniziò a praticare il tennis all'età di 4 anni All'Open di Francia 2009 - Doppio ragazze si esibì in coppia con Irina Chromačëva.
Arrivò in finale all'US Open 2010 - Doppio ragazze senza disputare l'ultimo incontro, una volta ritirate la vittoria andò quindi a Tímea Babos e Sloane Stephens. La sua compagna nell'occasione fu Silvia Njirić. Nello stesso anno vinse il Coffee Bowl 2010 - Singolare ragazze sconfiggendo con 7–6(9), 6-3 la tennista di Porto Rico Mónica Puig, testa di serie numero 5.
Al torneo di Wimbledon 2010 - Singolare ragazze si fermò al terzo turno venendo sconfitta da Laura Robson.
Nel gennaio 2011 vince gli Australian Open junior sia in singolo che in doppio, diventando la numero 1 mondiale giovanile. 
Si ritira dalle competizioni nel settembre 2018 dopo aver toccato il numero 98 in singolare e il 64 in doppio, con 2 titoli WTA in bacheca in quest'ultima disciplina.

## Statistiche WTA

### Doppio

#### Vittorie (2)
| Legenda               |
| --------------------- |
| Grande Slam (0)       |
| Ori Olimpici (0)      |
| WTA Championships (0) |
| Premier Mandatory (0) |
| Premier 5 (0)         |
| Premier (0)           |
| International (2)     |
| WTA 125s (0)          |

| N. | Data              | Torneo                         | Superficie    | Compagna           | Avversarie in finale           | Punteggio         |
| 1. | 20 settembre 2015 | Coupe Banque Nationale, Québec | Sintetico (i) | Barbora Krejčíková | María Irigoyen Paula Kania     | 4-6, 6-3, [12-10] |
| 2. | 9 gennaio 2016    | ASB Classic, Auckland          | Cemento       | Elise Mertens      | Danka Kovinić Barbora Strýcová | 2-6, 6-3, [10-5]  |

#### Sconfitte (1)
| Legenda               |
| --------------------- |
| Grande Slam (0)       |
| Ori olimpici (0)      |
| WTA Championships (0) |
| Premier Mandatory (0) |
| Premier 5 (0)         |
| Premier (1)           |
| International (0)     |
| WTA 125s (0)          |

| N. | Data             | Torneo                          | Superficie  | Compagna            | Avversarie in finale                           | Punteggio        |
| 1. | 15 febbraio 2015 | Proximus Diamond Games, Anversa | Cemento (i) | Alison Van Uytvanck | Anabel Medina Garrigues Arantxa Parra Santonja | 4-6, 6-3, [5-10] |

## Statistiche ITF

### Singolare

#### Vittorie (4)
| Torneo 100 000 $ (0) |
| Torneo 75 000 $ (0)  |
| Torneo 50 000 $ (1)  |
| Torneo 25 000 $ (2)  |
| Torneo 10 000 $ (1)  |

| N. | Data              | Torneo                                  | Superficie  | Avversaria in finale | Punteggio     |
| 1. | 23 settembre 2012 | Tennis Organisation, Antalya            | Cemento     | Yurina Koshino       | 6-3, 6-2      |
| 2. | 5 maggio 2013     | Kangaroo Cup, Gifu                      | Cemento     | Wang Qiang           | 1-6, 6-3, 6-0 |
| 3. | 26 gennaio 2014   | AEGON Pro Series Sunderland, Sunderland | Cemento (i) | Viktorija Golubic    | 6-1, 6-4      |
| 4. | 13 settembre 2014 | Batumi Open, Batumi                     | Cemento     | Ol'ga Iančuk         | 6-2, 6-0      |

## Grand Slam Junior

### Singolare

#### Vittorie (1)
| Tornei del Grande Slam  |
| ----------------------- |
| Australian Open (1)     |
| Open di Francia (0)     |
| Torneo di Wimbledon (0) |
| US Open (0)             |

| N. | Data            | Torneo                     | Superficie | Avversaria in finale | Punteggio |
| 1. | 29 gennaio 2011 | Australian Open, Melbourne | Cemento    | Mónica Puig          | 6-4, 6-2  |

### Doppio

#### Vittorie (1)
| Tornei del Grande Slam  |
| ----------------------- |
| Australian Open (1)     |
| Open di Francia (0)     |
| Torneo di Wimbledon (0) |
| US Open (0)             |

| N. | Data            | Torneo                     | Superficie | Compagna     | Avversarie in finale | Punteggio |
| 1. | 29 gennaio 2011 | Australian Open, Melbourne | Cemento    | Demi Schuurs | Eri Hozumi Miyu Katō | 6-2, 6-3  |

#### Sconfitte (1)
| Tornei del Grande Slam  |
| ----------------------- |
| Australian Open (0)     |
| Open di Francia (0)     |
| Torneo di Wimbledon (0) |
| US Open (1)             |

| N. | Data              | Torneo            | Superficie | Compagna      | Avversarie in finale        | Punteggio |
| 1. | 11 settembre 2010 | US Open, New York | Cemento    | Silvia Njirić | Tímea Babos Sloane Stephens | w/o       |